# Сант'Онофрио (Фрозиноне)
Сант'Онофрио је насеље у Италији у округу Фрозиноне, региону Лацио.
Према процени из 2011. у насељу је живело 339 становника. Насеље се налази на надморској висини од 301 м.